# Hòn Tre
Hòn Tre est une île de 3 000 hectares située au Viêt Nam dans la baie de Nha Trang. Elle se trouve à 5 kilomètres à l'est de Nha Trang et à 3,5 kilomètres du port de Cau Da. Sa population, qui vit surtout dans les deux villages de Bich Dam et de Vung Ang, est estimée à 1 500 habitants qui vivent essentiellement du tourisme et de la pêche.
L'île possède des hôtels et des complexes touristiques, comme Vinpearl Land qui attirent de nombreux visiteurs.